# Unhošť
Unhošť (deutsch Unhoscht) ist eine Stadt  in Tschechien. Sie liegt 21 Kilometer westlich von Prag bzw. acht Kilometer südlich von Kladno und gehört zum Okres Kladno.

## Geographie
Die Stadt befindet sich nordöstlich des Pürglitzer Waldes  auf der Unhoschter Tafel (Unhošťská tabule). Nördlich verläuft die Trasse der Schnellstraße R 6 / E 48 zwischen Nové Strašecí und Kladno. In Unhošť kreuzen sich die Staatsstraßen 201 von Jeneč nach Bratronice und 101 von der R 6 zur D 5 bei Rudná.
Nachbarorte sind Pletený Újezd, Malé Přítočno und Fialka im Norden, Pavlov im Nordosten, Jeneč im Osten, Červený Újezd und Rymáň im Südosten, Svárov im Süden, Na Štokách und Nouzov im Südwesten, Amerika und Horní Bezděkov im Westen sowie Kyšice und Braškov im Nordwesten.

## Geschichte

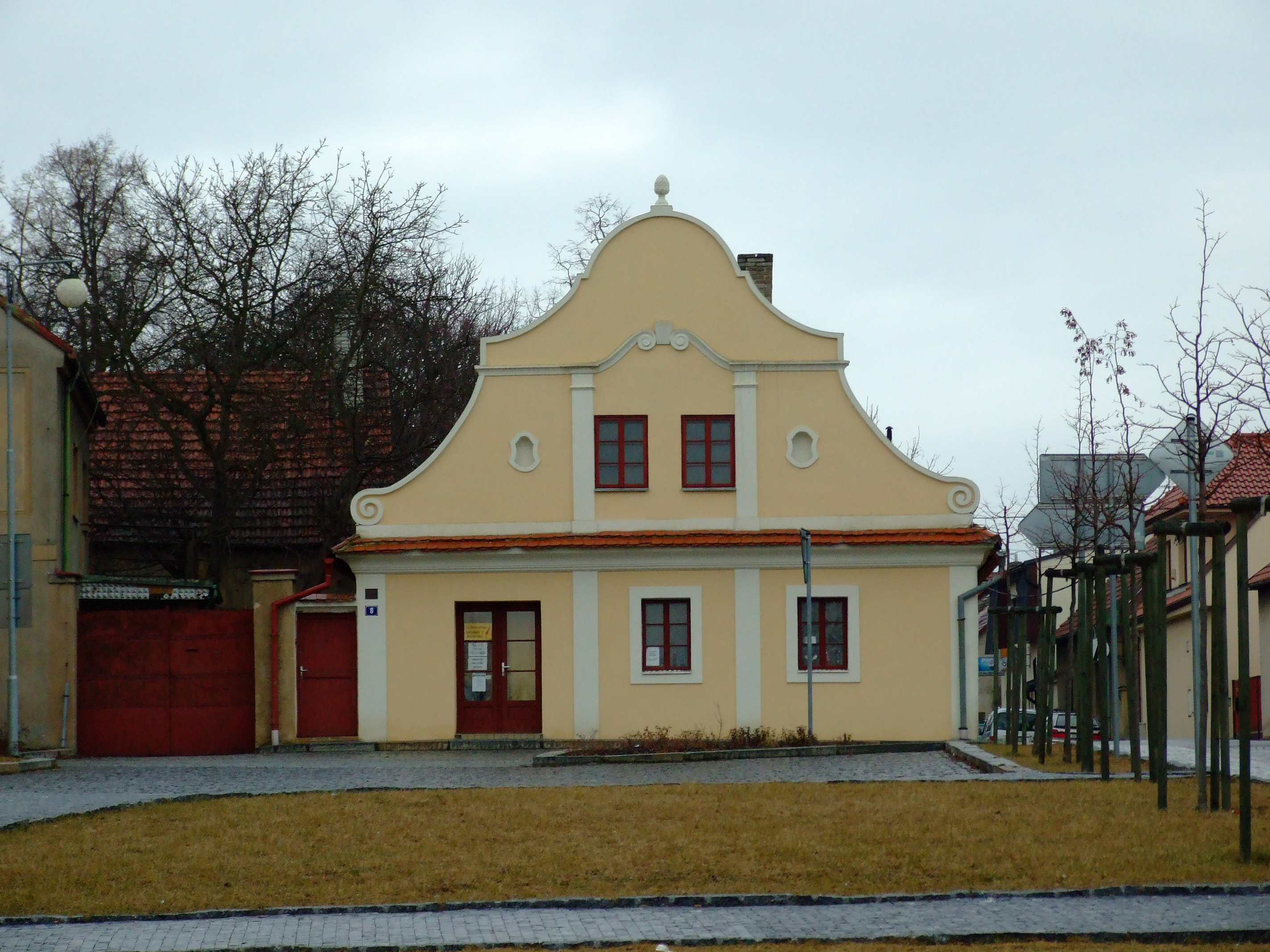

Bodenfunde belegen eine Besiedlung der Gegend seit der Jungsteinzeit aus der Zeit von 4500 bis 2400 v. Chr. Erstmals urkundlich belegt wurde der Ort 1257 durch Ottokar II. Přemysl, der ihn der neu gegründeten Neustadt Prag überließ. 1327 wurde Unhošť durch Johann von Luxemburg zum Städtchen mit eingeschränkter Selbstverwaltung erhoben, dem die umliegenden Dörfer zugeordnet wurden. Am 19. Oktober 1329 übergab der König die St. Peter- und Pauls Kirche an Kreuzherren mit dem Roten Stern in Prag. Unhošť wurde zu einem mittelalterlichen Bildungszentrum und die erste Schule entstand 1380. Die Lage am Weg von Prag nach Křivoklát brachte für das Städtchen eine vorteilhafte Entwicklungsgrundlage. König Vladislav II. erweiterte am 15. Mai 1489 die Privilegien und löste Unhošť aus der Gerichtsbarkeit der Prager Kleinseite heraus.
Durch Kaiser Franz II. wurden Unhošť 1793 volle Stadtrechte verliehen. Nach der Ablösung der Patrimonialgerichtsbarkeit wurde Unhoscht 1850 zum Sitz eines politischen Bezirkes sowie Gerichts- und Steuerbezirkes. Bis 1878 gehörte auch die Stadt Kladno zum Gerichtsbezirk Unhoscht. 1927 erfolgte die Auflösung des Okres Unhošť und die Stadt wurde Teil des Okres Kladno. 1929 nahm der Mineralbrunnen Čeperka in Nouzov den Betrieb auf, er stellte in den 1970er Jahren die Abfüllung ein.

## Sehenswürdigkeiten
- St. Peter- und Pauls Kirche, errichtet zu Beginn des 14. Jahrhunderts und zwischen 1702 und 1724 barock umgestaltet.
- Statue des Hl. Johannes von Nepomuk, an der Kirche
- Statue des Hl. Adalbert, an der Kirche
- Altes Rathaus, erbaut 1489, dient heute als Heimatmuseum (Melicharovo vlastivědné muzeum)
- Feldekovský zámek, Barockbau aus der 2. Hälfte des 18. Jahrhunderts und Sitz der Familie Feldek

## Ortsgliederung
Für die Stadt Unhošť sind keine Ortsteile ausgewiesen. Zu Unhošť
gehören die Siedlungen Na Štokách und Nouzov sowie die Einschichten Amerika und Fialka.

## Persönlichkeiten
- František Melichar (1842–1925), Lehrer und Schuldirektor sowie Autor heimatgeschichtlicher Schriften
- František Plesnivý (1845–1918), böhmischer Architekt
- Florián Zajíc (1853–1926), Violinist und Musikpädagoge